# جان سوانل
جان سوانل (انگلیسی: John Swannell؛ ۲۷ دسامبر ۱۹۴۶ – ) عکاس اهل بریتانیا است. او پس از ترک مدرسه در سن ۱۶ سالگی، به عنوان دستیار عکاس در مجله وگ استخدام شد و چهار سال بعد استودیوی خودش را تأسیس کرد. سوانل برای پرتره‌هایش از خانواده سلطنتی بریتانیا شناخته شده‌است.